# Parameiropsis peruanus
Parameiropsis peruanus är en kräftdjursart som beskrevs av Becker 1974. Parameiropsis peruanus ingår i släktet Parameiropsis och familjen Ameiridae. Inga underarter finns listade i Catalogue of Life.